# Friedrich von Rosen
Le baron Friedrich von Rosen (en russe : Фридрих Фридрихович Розен), né en 1834 à Saint-Pétersbourg et mort en 1902, est un paléontologue et minéralogiste sujet de l'Empire russe.

## Biographie
La baron von Rosen est issu de la famille von Rosen originaire de Livonie qui a donné de nombreux officiers à l'armée impériale russe et à l'armée royale suédoise. Il entre à l'université germanophone de Dorpat en 1855, où il étudie les sciences naturelles. Il est nommé magister en sciences naturelles en 1863, après avoir soutenu une thèse intitulée Die chemisch-geognostischen Verhältnisse der devonischen Formation des Dünathals in Liv- und Kurland und des Welikajathals bei Pleskau, à la suite de quoi il est nommé professeur (doyen en russe) à la chaire de minéralogie de l'université de Kazan.
Il reçoit le titre de docteur en minéralogie en 1867, après sa soutenance de thèse intitulée Über die Natur der Stromatoporen. Il est professeur de minéralogie de 1868 à 1894 à l'université de Kazan et donne aussi des cours à l'institut vétérinaire de Kazan sur ce thème à partir de 1880. Il étudie en particulier la région de la Volga et la Russie de l'est. On peut retenir parmi ses publications La formation post-tertiaire de la Volga et de la Kama, situées dans le gouvernement de Kazan (1873), Question sur le caractère post-tertiaire de la formation de la Volga (1879), ainsi que des études et des rapports d'expéditions géologiques en 1875, 1877 et 1878 dans les gouvernements de Nijni Novgorod, Samara et Kazan. Ses études furent publiées peu après.